# Principio de sucesión faunística

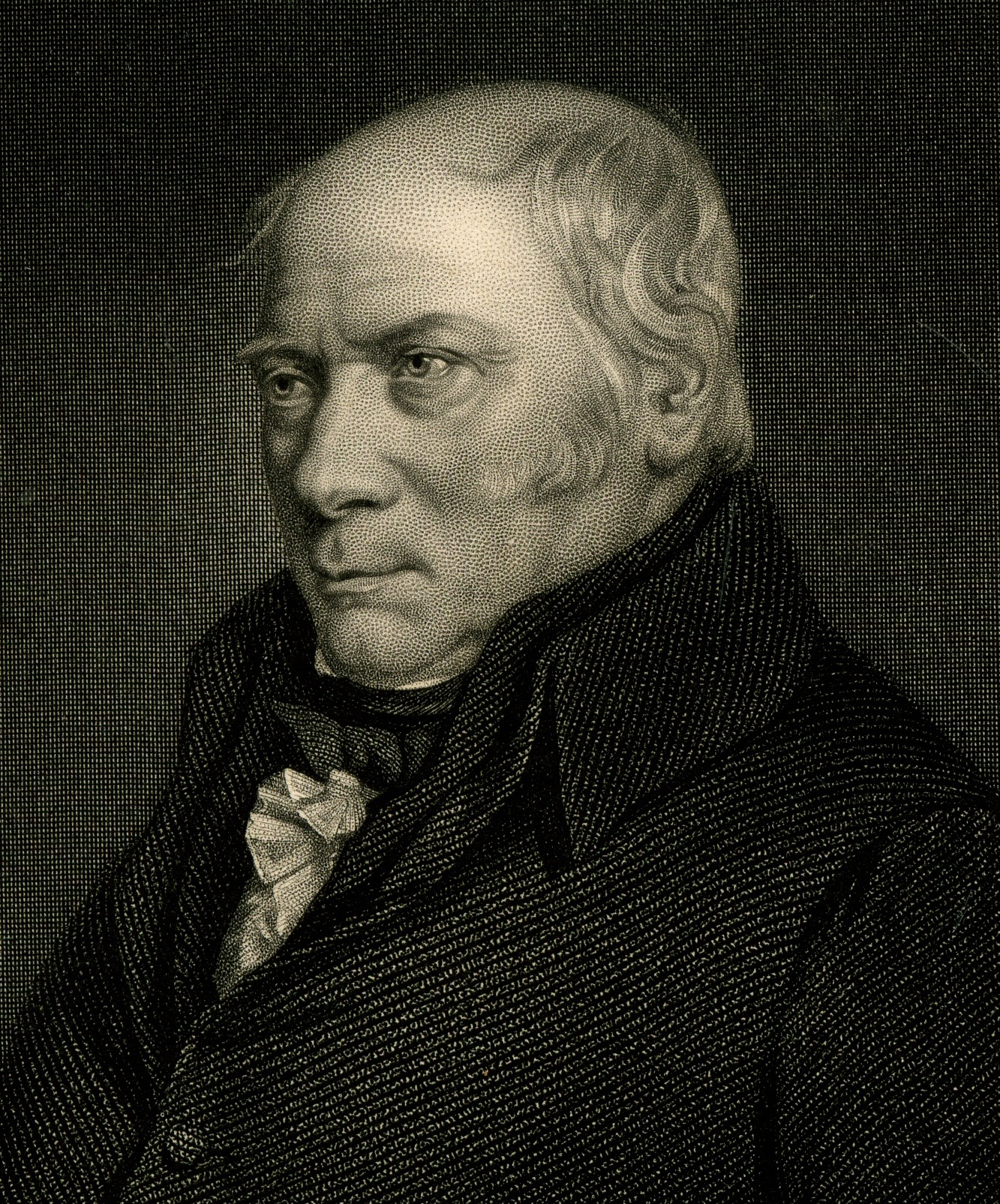
William Smith (1769–1839), el geólogo inglés que definió el principio de sucesión faunística.

El principio de la sucesión faunística o de la correlación establece que el contenido fósil de las rocas sedimentarias varía verticalmente en un determinado orden y que cada conjunto se puede identificar horizontalmente a distancias considerables. Es decir, en rocas de diferentes edades se conservan fósiles correspondientes a organismos paleobiológicos diferentes (variación vertical) y para cada edad se pueden identificar fósiles de los mismos taxones en áreas alejadas (correlación horizontal). La base de este principio es la irreversibilidad de la evolución biológica, una vez que una especie se ha extinguido, no vuelve a aparecer.

## Historia
Este principio fue desarrollado por el geólogo William Smith, que trabajó en Gales (c. 1800), donde elaboró la idea de que cada periodo de la historia de la tierra tiene su particular registro fósil. Durante sus trabajos para la construcción de un canal constató que siempre se encontraba las sucesiones de rocas en el mismo orden de superposición y que cada grupo de estratos contenía los mismos fósiles distintivos a través de todo el país. Encontró que aunque variase la composición litológica de los estratos, los de la misma edad contenían los mismos fósiles. Con esto creó las bases de la aplicación de la paleontología a la geología, es decir, la «Paleontología estratigráfica» y concluyó, asimismo, que los organismos habían cambiado en el tiempo. Estableció las bases de la bioestratigrafía, utilizando los fósiles como herramienta para caracterizar, subdividir y correlacionar estratos de regiones diferentes y, principalmente, ordenarlas en una secuencia temporal relativa. Está considerado como el creador de la moderna estratigrafía.

## Precauciones en la aplicación del principio

### Reelaboración tafonómica

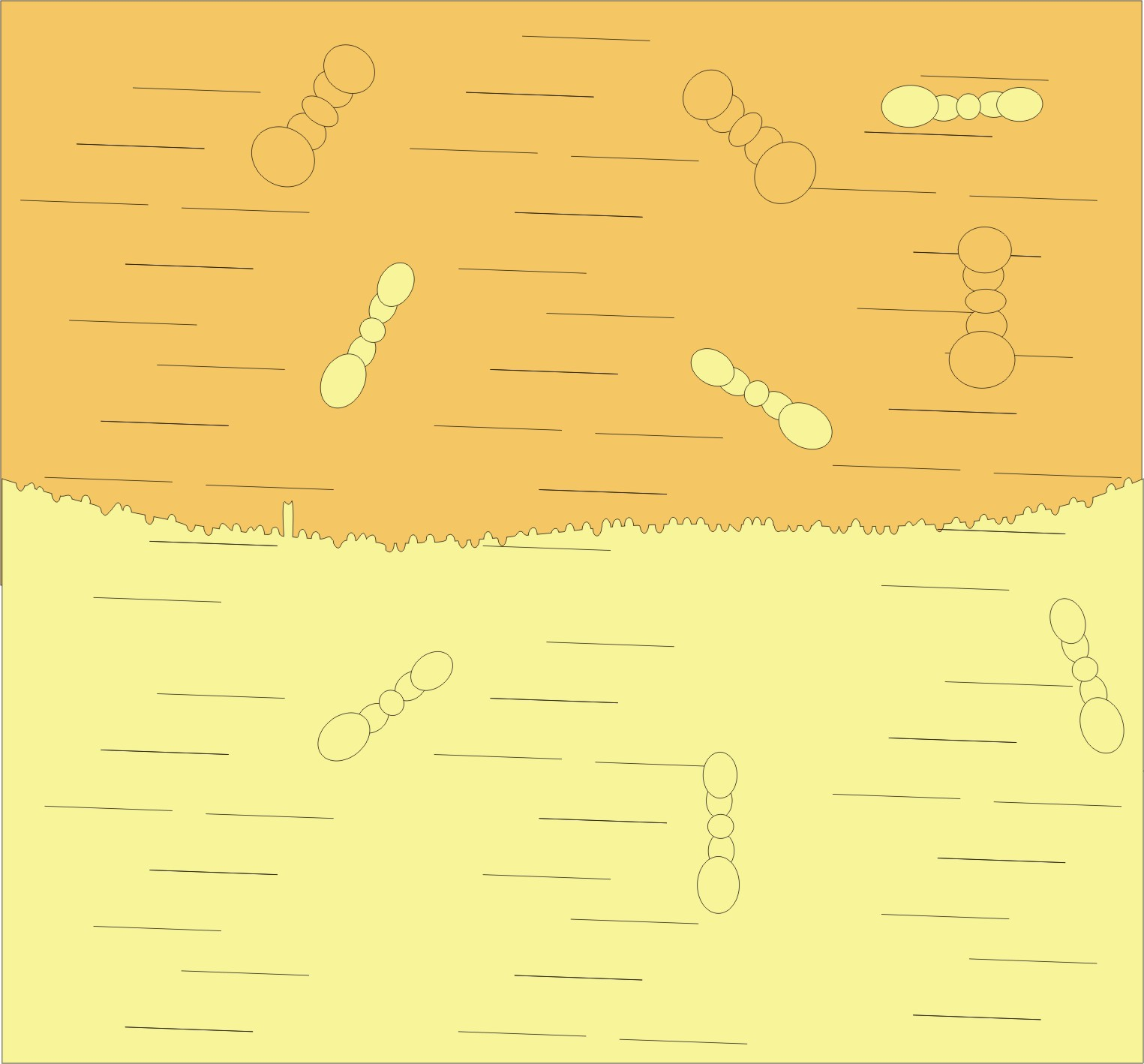
Estrato con fósiles reelaborados (naranja). Aunque se encuentren juntos, los organismos de los que proceden no vivieron en el mismo tiempo, los fósiles amarillos, reelaborados, son más antiguos que los naranjas.

La aplicación directa del principio de sucesión faunística a los fósiles ha sido criticado atendiendo a los avances en los estudios tafonómicos. El orden cronológico de una serie estratigráfica, en la que se encuentran fósiles, puede no responder al orden cronológico de cuando vivieron los organismos de los que proceden dichos fósiles. En otras palabras, el orden establecido por el principio de la superposición de estratos no tiene por qué corresponderse con el mismo orden de sucesión de los fósiles que contienen ni, por tanto, del orden de sucesión biológico.
La reelaboración tafonómica es un proceso que puede dar como resultado que encontremos fósiles de edades más antiguas que las capas que los contienen, e incluso asociaciones mezcladas de diferentes edades. Por tanto, antes de abordar la sucesión temporal de los organismos (sucesión biológica) que dieron lugar a los fósiles encontrados en una serie estratigráfica hay que establecer la sucesión temporal «corregida» de los propios fósiles, discriminando las diferentes «familias» de fósiles con historia tafonómica común y establecer el orden de sucesión temporal entre ellas (sucesión registrática).

### Taxones lázaro
Pueden darse casos en los que el registro fósil de un determinado taxón presenta un significativo hiato temporal, como si se hubiera extinguido y vuelto a aparecer («efecto lázaro»). Las explicaciones por las que un taxón puede desaparecer de una región suelen ser ecológicas, por variaciones en las condiciones ambientales del medio, que vuelve a ocupar una vez han desaparecido las causas de su alejamiento, o por variaciones en las condiciones de producción de restos o fosilización de los mismos, que pueden sesgar el registro fósil en detrimento de ciertos taxones.